# Миньков, Константин Иванович
Константи́н Ива́нович Минько́в (28 апреля 1923, Клетня — 03 марта 1993, Брянск) — советский журналист и писатель-юморист.

## Биография
Родился 28 апреля 1923 года в селе Клетня Брянской губернии РСФСР. После начала Великой Отечественной войны был призван в ряды Рабоче-крестьянской Красной армии и направлен на обучение в авиационную школу. После окончания обучения принимал участие в боях — начал войну в от Подмосковья до Германии. Уже во время войны начал публиковать в армейских газетах стихи, корреспонденции и очерки. После демобилизации вернулся в Брянск и поступил на работу в газету «Брянский рабочий», где проработал более 35 лет. Публиковал многочисленные юмористические и сатирические рассказы и фельетоны не только в своей газете, но также газете «Брянский комсомолец». В 1950 году принял участие в организации первой литературной группы при газете, был избран секретарем бюро литературного объединения Брянской области.
В 1955 году была опубликована его первая книга «Добрая душа», состоявшая преимущественно из сатирических рассказов, уже опубликованных до этого на страницах газет. В последующие три десятилетия опубликовал множество юмористических и сатирических книг — преимущественно в местных изданиях, но в 1961 году в московском издательстве «Правда» в серии «Библиотека „Крокодила“» вышел также сборник его сатирических произведений. В 1983 году была опубликована книга «Пёстрый перекрёсток», в которой были собраны рассказы «несмешного» жанра. Всего Миньков опубликовал на страницах печати тысячи корреспонденций, сотни очерков и фельетонов и около двадцати книг. Скончался в Брянске 3 марта 1993 года, был похоронен в том же городе.